# 음경확대

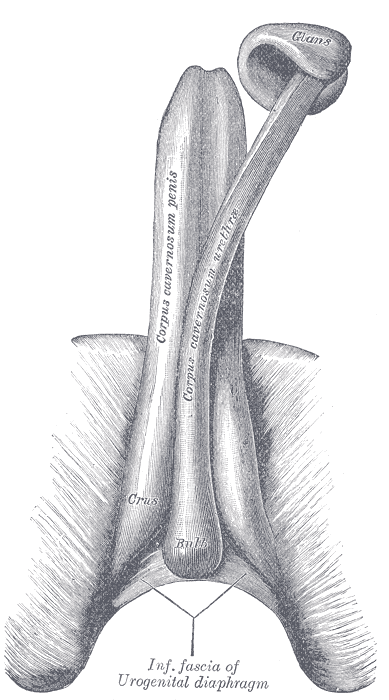
음경확대는 성기의 해면체의 크기를 증가시키거나, 성기로 향하는 혈류를 개선하여 강직도(딱딱함)를 증가시키려는 목적을 지닌다.

음경확대(陰莖擴大, penis enlargement, male enhancement, penile augmentation)는 인간 남성의 성기 크기를 커지게 하기 위한 다양한 방법들을 총칭하는 말이다. 이러한 방법의 최종 목표는 인간 남성의 성기의 길이(발기 전, 발기 후, 또는 둘 모두), 음경의 두께 및 둘레, 귀두의 크기 등을 증가시키는 것이다. 다양한 방법이 시도되고 있으며 수술, 약물(경구약 또는 연고, 붙이는 패치 등), 물리적인 방법 등이 대표적이다.
수술에 의한 음경 확대는 의학적으로 그 효과가 입증되었다. 그러나, 수술로 음경을 확대할 경우 부작용이 발생가능하다는 것을 항상 생각해야 하며, 실제로 비뇨의학과적으로 왜소음경으로 진단된 경우(전체 인구의 성기 길이 분포 기준 -2.5σ 이하의 길이를 가진 경우)가 아니면 수술을 고려하지 않는다. 비수술적인 방법은 과학적인 연구가 거의 이루어지지 않았으며, 대부분 의학적으로 근거가 없는 방법들이다. 작은 표본을 가진 일부 연구들에서 견인기구(익스텐더)가 남성 성기의 길이를 늘릴 수 있음이 보고되었다. 몇몇 유사의료기구들은 음경의 혈류 및 발기 상태를 개선하여 이용자들에게 음경확대가 이루어 진 것 같은 착각을 줄 수 있다.

## 수술

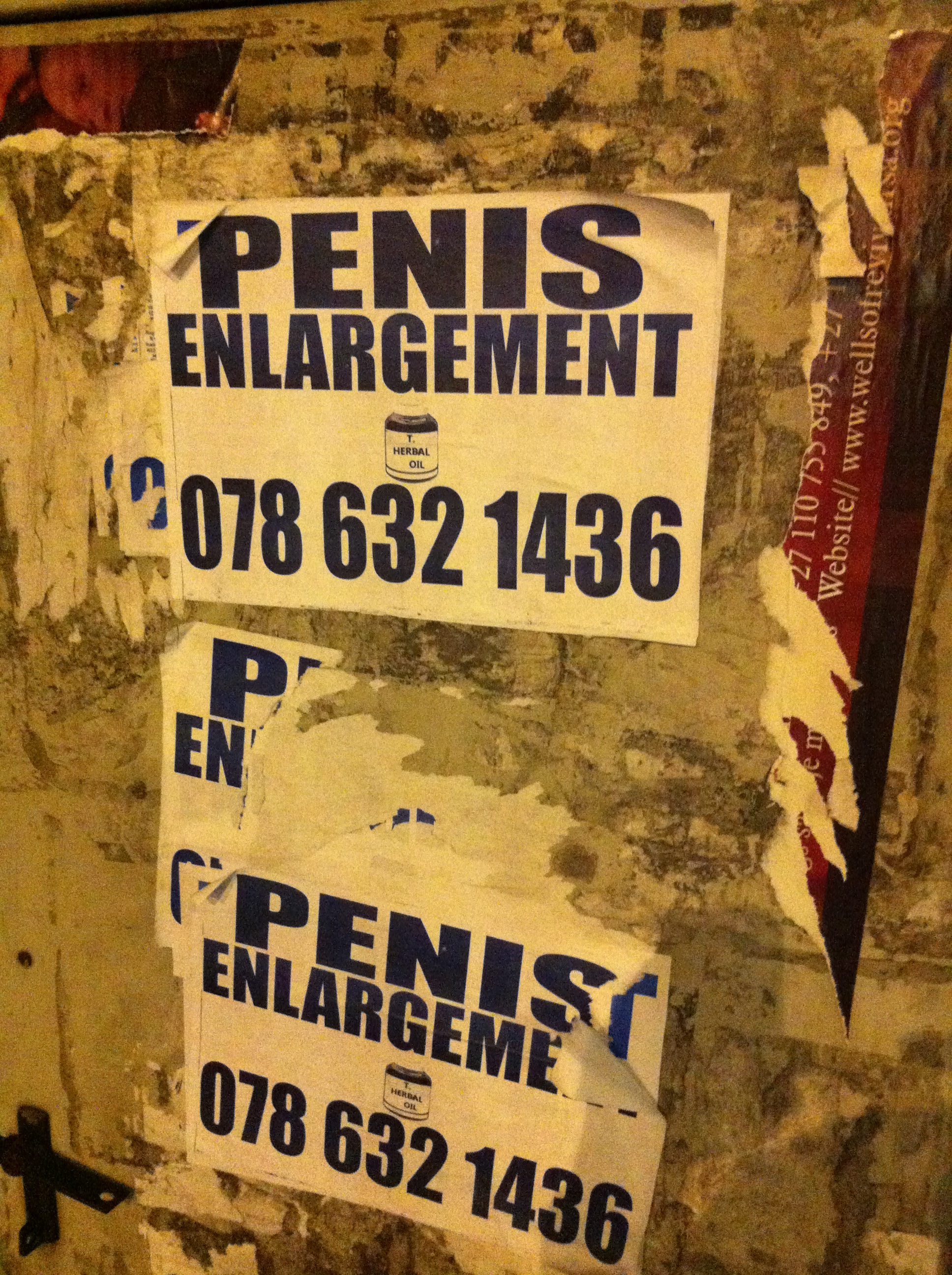
남아프리카공화국 요하네스버그 길거리에 붙어있는 무허가 음경확대 광고들

수술에 의한 음경 확대에도 다양한 종류가 있지만, 모두 상당한 합병증의 위험이 있다. 대표적인 수술 방법으로는 귀두 확대 수술, 음경 둘레 확대 수술, 음경 길이 연장 수술 등이 있다. 필러와 같은 제품들을 음경 확대에 사용할 수 있다. 이러한 피부 충전재들은 다른 시술을 위한 용도로 안전성이 입증되었고, 음경 확대의 목적으로 사용한 경우 FDA의 안전성 승인을 받지 못하였다(2018년 기준). 무면허 외과의사가 수술을 진행할 경우 성기의 심각한 합병증을 유발할 수 있다. 왜소음경으로 진단된 경우 이러한 확대 수술을 통하여 성기능과 배뇨 기능을 향상시킬 수 있다.
확대 효과에 비하여 큰 위험성과 결과의 불확실성 때문에 의사들은 일반적으로 음경확대 수술에 회의적이며, 수술을 권하지도 않는다. 세계성의학회 공식 학술지인 Sexual Medicine Reviews의 2019년 연구에 따르면, 수술적 방법으로 성기를 확대한다는 것은 대개 효과가 적으며, 오히려 정신적인 건강과 신체적인 건강 모두에 독이 될 수 있음을 경고하였다.  이 연구의 저자들은 이러한 수술들의 의학적 근거가 너무 적은 표본과 엄밀성이 낮은 연구 방법을 토대로 하고 있다고 설명하며, "주사제와 수술은 그 의학적 증거 기반이 빈약하며, 따라서 임상시험 용도로 테스트되는 경우 외에는 비윤리적이라고 인식되고 있는 만큼("considered unethical outside of clinical trials") 가장 마지막으로 고려해야할 옵션이다."고 주장하였다. 이들은 수술 및 필러 주입 등의 시술이 치료 결과는 좋지 않으면서, 환자의 만족도 또한 낮고, 음경 기형, 음경 단축 및 발기부전을 포함한 주요 합병증의 위험이 상당히 높았다고 주장하였다.

### 귀두 확대
귀두 확대를 위하여 필러의 주입이나 진피 이식 수술 등을 고려할 수 있다. 세계성의학회 가이드라인에서는 필러 주입 등으로 귀두를 확대하는 방법을 귀두의 감각 저하 등의 부작용 때문에 권장하지 않고 있다. 그럼에도 불구하고 조루증 등의 치료법으로 귀두 확대의 응용이 지속적으로 연구되고 있다.

### 음경 둘레의 확대
음경 둘레는 길이에 비하여 성관계시 남성과 상대방 성적 파트너의 성적 쾌감에 더 많은 영향을 미칠 수 있다. 음경 둘레의 확대의 확대를 위하여 다양한 인공물들을 성기에 주입하는 방법이 대표적으로 사용되고 있다.  이 중 자가지방과 액체 실리콘이 가장 흔하게 사용된다.

#### 지방 주입
자신의 지방 조직을 이용하여 성기에 직접 지방을 주사하는 시술이나, 수술을 통하여 성기에 지방을 이식할 수 있다. 이러한 지방 조직의 주입은 성기가 붓거나 모양이 울퉁불퉁하게 변형되는 등의 합병증을 발생시킬 수 있다. 감염 및 염증 등의 이유로 지방 조직을 다시 제거하거나, 심하면 성기 전체를 제거해야 하는 경우도 있다. 합병증이 없는 경우 지방 주입은 음경 둘레 확대에 효과적인 개선을 일으키지만, 시간이 지나게 되면 주변 조직으로 다시 흡수된다는 단점이 있다.
미국비뇨기과학회(AUA)와 비뇨기과 관리 재단(Urology Care Foundation)은 음경확대를 목적으로 피하조직에 지방을 주사하는 행위를 안전하거나, 효과가 있는지 검증되지 않았다고 설명한다.

#### 필러 주입
성형외과의 시술에서 흔히 쓰이는 실리콘, 콜라겐, 히알루론산 등의 원료를 이용하여 만든 필러를 이용하여 음경의 두께를 늘릴 수 있다. 또는 히알루론산 젤을 직접 성기에 주사할 수 있다.
바셀린이나 파라핀, 오일 등을 이용한 필러의 경우, 육아종을 형성하고 음경의 경화를 일으키는 등의 심각한 부작용이 일어날 수 있기 때문에 매우 위험할 수 있다.

#### 이식 수술
진피지방을 채취하여 피판술을 활용한 음경 둘레 확대 수술이 가능하다. 이 경우 옆구리, 엉덩이, 안쪽 허벅지 등에서 피부를 떼어내어 성기에 이식, 최종적으로 음경의 둘레를 두껍게 만들 수 있다. 한 연구 결과를 인용하면, 수술 후 평균 3년이 지난 시점에서 평균 18%의 둘레 확대를 얻어낼 수 있었고, 30명의 참가자 중 2명은 음경 둘레가 오히려 감소한 것으로 나타났다.
인공피부 이식을 통하여 음경을 두껍게 만들 수 있다. 동종 무세포 진피 대체물을 이용한 동종이식이나, 이종이식의 방법을 사용할 수 있다. 이들은 화상 등의 치료에서도 피부의 대체재로 사용되고 있다. 실리콘 보형물을 직접 성기에 이식할 수도 있다. 이러한 경우에서 감염 등의 합병증이 발생할 수 있다.

### 음경 길이의 확대
음경 길이의 확대가 필요한 의학적 대상은 왜소음경 환자들 뿐이다. 이는 희귀한 질병이며, 주로 내분비계의 이상 또는 유전적인 문제로 인해 발생하는 질병이다. 대부분의 음경 길이 확대술을 원하는 환자는 실제로 정상 범위의 음경 크기를 가지고 있으며, 성기능에도 크게 문제가 없는 경우가 많다. 이러한 사실로 비추어 볼 때, 수술 전에 음경 길이 확대술을 원하는 환자에 대한 정신과적인 상담이 같이 이루어져야 하며, 수술을 통하여 자신감을 회복할 수 있는지에 관한 평가가 꼭 필요하다.

#### 현수인대 절단술
음경 길이의 확대는 현수인대의 절단을 통하여 이루어질 수 있다. 이러한 방법은 발기 전의 이완된 음경 길이가 길어지는 데에는 도움을 주지만, 발기 후 길이에는 큰 영향을 미치지 못한다. 또한 현수인대 절단술은 성기능 장애를 유발할 수 있다. 미국비뇨기과학회(AUA)는 성인에서의 현수인대 절단술을 안전하거나, 효과가 있는지 검증되지 않았다고 설명한다. 또한 이러한 수술은 흉터 조직을 만들어 최종적으로 발기부전이나 음경 길이의 수축을 일으킬 수 있다고 지적하였다. Z-plasty 등의 방법으로 성기 뿌리쪽의 피부 부족을 해결할 수 있다.

#### 윤상인대 절단술
윤상인대 절단술을 통하여 음경 길이를 확대할 수 있다. 이를 통해 발기 전의 이완된 음경 길이가 길어질 수 있으며, 발기 후 길이에는 큰 영향을 미치지 못한다. 필요한 경우 V-Y 피판술 등을 통하여 음경의 길이 연장에 따른 피부의 부족 현상을 해결할 수 있다.

#### 음경해체술
음경해체술(penile disassembly technique)은 요도상열, 페이로니병 등에 쓰이던 수술 방법으로, 귀두와 음경의 백막, 해면체를 외과적 수술로 분리한 후 음경의 길이를 늘리는 것이다. 음경의 해면체 자체를 수술적으로 접근하여 발기 후 길이의 증가를 얻을 수 있다.

## 비수술적 방법

### 약물
성기 확대를 만들 수 있다는 다양한 알약, 붙이는 패치, 연고 등이 온라인 상으로 판매되고 있으나, 일반적으로 이러한 제품들은 효과가 없다. 이들은 흔히 인삼, 은행나무 추출물, 마카 등을 주 성분으로 하며, 천연 비아그라 성분을 함유하고 있기도 하지만, 안전성이 전혀 검증되지 않은 것들이 대부분이다. 특히 성기능 개선이나 발기부전의 해소에는 효과가 있을 수 있지만 성기 확대를 유도할 수 있는지는 보장할 수 없다.

### 물리적 방법
물리적 방법을 이용한 성기 확대에는 견인기구(익스텐더), 중량 운동 및 감압펌프 등이 있다. 이러한 물리적 성기확대 방법들은 성기확대 효과 뿐만 아니라 발기부전의 개선, 발기 지속 시간 연장, 성적 쾌감 향상과 같은 다른 목표를 위해서도 시도 및 홍보되고 있다.

#### 감압펌프

음경확대를 위한 수압진공펌프

일반적으로 "penis pump"라고 불리는 감압펌프 또는 VED는 음압을 생성하여 음경을 팽창시키고, 음경으로 혈액을 끌어들인다. 이러한 감압펌프는 발기부전을 치료하기 위하여 의학적으로 승인되었다. 발기부전을 치료하는 감압펌프는 최대 압력을 제한하는 반면, 음경확대를 원하는 소비자가 일반적으로 구매하는 감압펌프는 위험한 수준의 압력에 도달하여 음경조직을 손상시킬 수 있다. 감압펌프의 밀봉과 감압 이후에 음경의 팽창을 위해 펌프가 음경 뿌리쪽을 강하게 압박해야 하지만, 30 분이상 착용하면 음경이 영구적으로 손상되어 발기부전이 발생할 수 있다. 진공요법이 발기부전을 치료하는데 도움이 되고 음경 해면체의 약화와 수축을 예방하는데 도움이 되지만, 임상시험에서는 음경확대에는 효과적인 것으로 밝혀지지 않았다.

#### 젤크 운동
젤크 운동이라는 이름은 페르시아어의 jalq zadan (جلق زدن)에서 유래한 것이다. jalq는 자위하다를 의미하며, 동사 zadan은 때리다, 진동시키다 등을 의미한다. 반 정도 발기된 음경에서 젤크 운동이 시행된다. 젤크운동은 계속해서 음경의 뿌리 부분부터 귀두 부분까지 손으로 힘을 주어 쓸어올리고 짜내는 과정이다. 우유를 짜는 것과 비슷해서 "milking"이라고도 불리며, 이러한 방법은 고대 아랍에서 그 기원을 찾을 수 있다. 많은 경험적인 성공담에도 불구하고, 체계적으로 정립된 의학적 근거는 아직 없다. 남성의학과(비뇨기과) 전문의들은 이러한 방법이 음경의 심각한 손상을 일으키기는 어려운 안전한 방법이라고 인정하면서도, 생물학적으로 큰 의미가 없거나, 혹은 확대에 전혀 영향을 끼치지 못한다고 일축하였다. 젤크운동이 과도하게 또는 거칠게 수행되는 경우, 음경의 파열, 흉터, 변형을 유발할 수 있다.

#### 견인기구
견인은 음경의 귀두를 장시간 잡아 당기는 장치를 사용하여 음경을 늘리는 비수술적 방법이다. 2013년 현재 음경 견인장치에 관한 연구의 대부분은 페이로니병에 대한 치료 결과로, 음경의 곡률과 수축을 치료하는데 중점을 두고 있다. 그러나 일부 문헌은 짧은 음경을 가진 남성에게 유의미한 효과를 보였다는 보고도 있다.
과학적 증거는 지속적인 견인력에 의한 약간의 음경 길이 증가를 뒷받침한다.

## 음경확대를 원하는 사람들
음경확대를 추구하는 대부분의 남성들은 보통 크기의 음경을 가지고 있으며, 많은 사람들은 자신의 음경 크기를 과소평가하고 사람들의 평균적인 음경 크기를 과대 평가하며, 이러한 현상은 신체이형장애를 통하여 설명할 수 있다.

## 실제 사례
2013년 베트남에서 실리콘을 이용하여 음경확대를 하려던 많은 사람들이 합병증으로 병원에 방문해야만 했고, 대표적인 합병증으로 감염, 괴사, 암, 성기의 변형, 성기능 장애 등이 관찰되었다.

## 같이 보기
- 성형수술
- 페이로니병
- 함몰음경
- 왜소음경
- 남성의학과

## 참고 문헌
- Park, Nam Cheol; Kim, Sae Woong; Moon, Du Geon, 편집. (2016). 《Penile Augmentation》 (영어). Springer-Verlag GmbH. doi:10.1007/978-3-662-46753-4. ISBN 978-3-662-46752-7.
- Campbell, Jeffrey; Gillis, Joshua (2017년 2월). “A review of penile elongation surgery”. 《Translational Andrology and Urology》 (영어) 6 (1): 69–78. doi:10.21037/tau.2016.11.19. PMC 5313298. PMID 28217452. 2019년 11월 10일에 확인함.